# Ferratum
Ferratum Oyj e suas controladas formam o Ferratum Group (“Ferratum” ou o “Grupo”) que é um fornecedor internacional de serviços financeiros móveis. A Ferratum, com sede em Helsinque, na Finlândia, foi fundada em maio de 2005 e expandiu suas operações para incluir a Europa, América do Norte, América do Sul e a região da APAC.
O Ferratum é especializado em processos bancários automatizados, com uma infraestrutura de tecnologia centralizada e especialistas em vendas. Seu sistema proprietário de autoaprendizagem em big data oferece aprovações de crédito imediatas com segurança de ponta.

## História e fundador
O Ferratum foi criado em 2005 por Jorma Jokela, que atua como CEO do grupo. Ele estudou contabilidade no Commercial College of Kuopio e no Helsinki Business College. É fundador da Jokela Capital Oy em Helsinque, na qual foi CEO de 1998 a 2000. Jokela vendeu a Jokela Capital em 2004 e criou o Ferratum em 2005.

## Presença geográfica / Operação
O Ferratum é um dos líderes em empréstimos móveis (mobile) para consumidores e pequenas empresas e atualmente tem representações na Europa, América do Norte, América do Sul e na região da APAC. A licença de operação bancária da UE permite a operação em todos os países do bloco. 

## Liderança
A diretoria do grupo Ferratum, liderada por Jorma Jokela, é composta por uma equipe entusiasmada e empreendedora, combinando conhecimentos de uma ampla gama de setores relevantes.
Lea Liigus é Diretora do setor Jurídico e de Conformidade do grupo e CEO do Ferratum Bank p.l.c., a filial de serviços bancários. Ela estudou direito na Universidade de Tartu, na Estônia, e concluiu o Programa de Mestrado em Direito (LL.M.) em Contratos e Direito Comercial da Universidade de Helsínquia, na Finlândia. Antes de se juntar ao grupo em 2006, ela foi docente em Direito Comercial e Legislação da UE na Estonian Business School em Tallinn e como advogada especializada em direito comercial, financeiro e legislação da UE no Sorainen Law Offices na Estônia.
Saku Timonen é Diretor de Empréstimos e trabalha para o grupo desde 2009. Ele estudou marketing, finanças e economia na Helsinki School of Economics and Business Administration, entre 1996 e 2001. De 2000 a 2006 ele foi planejador de marketing, gerente de produtos e gerente de relacionamento no Sampo Bank. De 2006 a 2009, trabalhou como gerente de produtos não segurados na GE Money Oy.
O Dr. Clemens Krause é Diretor Financeiro da empresa e Diretor-Geral da Ferratum Capital Germany GmbH. Ele estudou Administração na Westfälische Wilhelms-Universität em Münster. De 1989 a 1994, trabalhou no Institut für Rechnungswesen em Münster, enquanto concluía seu doutorado. Em 1994, juntou-se ao Bankgesellschaft Berlin AG, onde trabalhou como gerente e diretor de Finanças de projetos. Antes de se juntar ao Grupo em 2012, ele ocupou cargos de gerência na Alemanha, no Deutsche Bahn, E-Loan Europe, E*Trade Germany, GE Money Bank (General Electric) e Commerzbank.
Ari Tiukkanen é Diretor do setor Comercial e de Operações (COO) do Grupo. Estudou engenharia industrial na Jyväskylä University of Applied Sciences e graduou-se como Bacharel em Ciências (Engenharia) em 1986. Antes de se juntar ao grupo em 2015, ele era Diretor de negócios em construção e indústria na Metsä Wood de 2012 a 2015, CEO do grupo Icare Finland/Revenio de 2008 a 2012, Diretor comercial do grupo Paloheimo de 2006 a 2008, Diretor da linha de negócios de produtos de construção no Finnforest de 1999 a 2006 e passou por vários cargos de gerência no grupo Halton de 1992 a 1999.

## Cotação na Bolsa de Valores de Frankfurt
O Ferratum foi cotado na lista principal da Bolsa de Valores de Frankfurt no dia 6 de fevereiro de 2015. Foi a primeira empresa de FinTech na bolsa de valores. No anúncio, o Ferratum vendeu suas ações para investidores institucionais internacionais. O preço de venda das ações foi de 17 euros, com um valor de mercado da empresa de cerca de 370 milhões de euros. Foi coletado um total de 48 milhões de euros para financiar o crescimento futuro da empresa: novas áreas de produtos e expansão dos negócios. 13Após a cotação, Jorma Jokela ainda é o maior acionista da empresa.

## Visão
Com uma licença bancária da UE, o grupo Ferratum diz que sua visão é tornar-se um líder como banco móvel (mobile) internacional, oferecendo uma ampla gama de produtos. Um pioneiro em empréstimos ao cliente móvel na Europa, o Ferratum afirma que seu foco principal são soluções móveis simples que satisfaçam e excedam as expectativas dos clientes de hoje em dia.
No seu relatório anual de 2016, o Ferratum afirmou: “No Ferratum, não acreditamos em bancos. Pelo menos não no sentido tradicional. Acreditamos em tecnologia financeira que seja móvel, amigável, internacional e altamente segura." 

## Missão
Sua missão é fornecer aos clientes a melhor interface para empréstimos e processos bancários, com serviços à disposição 24 horas por dia, 7 dias por semana, e atendimento pessoal acessível on-line através do site Ferratum, seus aplicativos móveis e os de seus parceiros.

## Produção
Combinando tecnologia e serviços financeiros, o Ferratum atualmente tem sete produtos: Microloans, Plus Loans, Credit Limit, Ferratum Business, Ferratum P2P, Prime Loans e Mobile Banking.
Em 2016, o Ferratum continuou a expandir seus negócios em empréstimos, respondendo à crescente demanda por modelos de empréstimos alternativos e inovadores.

## Valores e parcerias
O relatório anual de 2016 do Ferratum Group afirma que “criar valor para clientes e investidores tem sido a aspiração do Ferratum desde o seu lançamento em 2005. Mas tão importante quanto isso é criar valor para os parceiros.”
Ao contrário dos bancos tradicionais, o Ferratum diz “não confiar exclusivamente em seu próprio poder inovador, mas em criar um ecossistema financeiro altamente flexível através de parcerias para maximizar a experiência do cliente. A abordagem de parceria permite um crescimento mais rápido com despesas de capital limitadas. Os produtos são construídos em torno do ciclo de vida inteiro do cliente, envolvendo parceiros tanto do setor financeiro como de empresas de tecnologia não-financeiras."
O relatório anual continua: “novas parcerias não serão baseadas apenas na tecnologia ou na relevância para o nosso ecossistema financeiro”; o Ferratum “favorece parcerias com empresas que partilham valores semelhantes: profissionalismo, inovação, rentabilidade e ética transparente”.

## O “princípio Jorma” e o desenvolvimento sustentável de negócios rentáveis
Crescimento com um senso de proporção: este é o núcleo do que o Ferratum chama de “princípio Jorma”. Rentável desde a sua formação em 2005, nos últimos dez anos, o grupo teve um crescimento contínuo das receitas. Eles dizem que conseguiram isso expandindo constantemente o alcance geográfico, bem como a sua base de clientes e usuários.
O grupo diz centrar-se em desenvolvimento sustentável e em expandir seus negócios e liderança em empréstimos móveis. Esta estratégia de expansão, que é o cerne de sua estratégia de negócios, envolve diversificar sua presença geográfica, estendendo seu alcance na Europa e internacionalmente. O Ferratum continuará a promover seu crescimento e aumentar seu portfólio de produtos nos mercados existentes em toda a Europa, Austrália, Nova Zelândia, Brasil, México e Canadá.

## Disrupção móvel
O uso de serviços bancários móveis continua a crescer no mundo inteiro. A parcela de proprietários de smartphones e tablets que usam serviços bancários móveis era de 47% em abril de 2016, comparado a 41% no ano anterior em países europeus selecionados, nos EUA e na Austrália. Os analistas esperam que até 2021 mais de 2 bilhões de usuários móveis usarão celulares para fins bancários, em comparação com 1,2 bilhão em 2016.
A adoção de serviços bancários móveis tem alta dependência de acesso regular à internet. Em 2016, as redes móveis de banda larga já cobriam 84% da população mundial. A penetração de banda larga móvel em todos os países da OCDE chegou a 95,1% em meados de 2016, com tarifas de assinatura passando de 100% em países europeus do norte e na Austrália. A tendência ao uso de serviços bancários móveis também está abraçando segmentos de rendimento mais baixo da população, com pessoas que têm smartphones, mas que atualmente não são clientes de bancos ou só usam serviços bancários limitados, como uma conta fornecida para receber salários (os assim chamados “subcorrentistas”).
O setor fintech global viu um declínio de 50% em investimentos durante 2016, com um total de financiamento anual de US$ 24,7 bilhões, abaixo dos US$ 46,7 bilhões em 2015. O setor fintech global viu um declínio de 50% em investimentos durante 2016, com um total de financiamento anual de US$ 24,7 bilhões, abaixo dos US$ 46,7 bilhões em 2015.
Ao mesmo tempo, os bancos tradicionais estão sob pressão para reduzir preços com os impactos de perdas sofridas pelo ambiente de taxa de juros baixa. Por toda a Europa, os bancos têm fechado filiais nos últimos anos, perdendo sua vantagem competitiva mais importante. Um estudo descobriu que a disrupção no setor bancário pode levar a perdas de receita de 10% a 40% até 2025, enquanto que as fintechs servirão uma parte significativa do mercado. Para o mercado alemão, espera-se que fintechs ganhem uma fatia de mercado agregado de até 5% até 2020.
O Relatório anual de 2016 do Grupo Ferratum afirma:
- Os serviços bancários contemporâneos são digitais; os serviços bancários do amanhã são móveis.
- Para que os serviços bancários e financeiros se adaptem a este mundo digital e móvel, eles precisam ser reformulados em termos digitais e oferecer novas soluções para verificação segura e sem complicações e autorização de transações financeiras sem longos processos de aceitação.
- Os bancos tradicionais são restritos pelos sistemas que herdaram quando tentam encontrar seu lugar neste novo ambiente. As tendências do mercado favorecem novos atores, capazes de usar sistematicamente as vantagens da conectividade móvel, big data e automação de processos para facilitar e agilizar a vida dos clientes, assim como a dos empresários de pequenos negócios. Novos processos de segurança, como a biometria e a geolocalização, são exclusivos de canais móveis, oferecendo padrões de segurança mais elevados, sem comprometer a experiência do cliente.

Ao conectar serviços bancários móveis, crédito de varejo e empréstimos às PME, o Ferratum declara estar em uma posição ideal para capturar o grande potencial da revolução bancária inteligente, bem como para acessar mercados de crédito insuficientemente atendidos.

## O lançamento do Ferratum Mobile Bank
O Ferratum Mobile Bank foi lançado ao público em 2016 na Alemanha, Suécia e Noruega. É uma nova plataforma revolucionária que reúne a vida financeira completa dos clientes em um único aplicativo. Os usuários podem acessar suas contas-correntes, poupanças e cartões de débito em tempo real de forma fácil, segura e móvel, não importa qual seja a moeda. 
Com o lançamento do Mobile Bank, o Ferratum diz que estabeleceu uma plataforma global que liga clientes, pares e prestadores de serviços. A arquitetura aberta do aplicativo de serviços bancários móveis permite a integração fácil a widgets de serviços publicados por outras empresas. Assim, eles têm acesso à grande e crescente base de clientes internacionais do Ferratum, bem como à inestimável inteligência do cliente. 
O Mobile Bank usa análises de dados comportamentais para gerar recomendações inteligentes, em tempo real e direcionadas para melhorar a experiência do cliente e adicionar serviços ao longo do tempo, de acordo com as preferências dos usuários.

## Banco 100% on-line - Sem agências
Operando como um banco móvel ou 100% on-line, o Ferratum não tem nenhuma agência. O atendimento é oferecido 24 horas por dia, por telefone, chat ao vivo ou e-mail.

## Processo de verificação
Tudo o que os clientes precisam para abrir uma conta é seu passaporte ou carteira de identidade, dependendo do país. Toda a verificação é então feita automaticamente por identificação facial usando a câmera ou webcam do dispositivo do cliente.

## MasterCard
Com o Ferratum Mobile Bank, os clientes podem pagar por bens e serviços em qualquer lugar que o MasterCard seja aceito; para compras menores, os clientes podem pagar com apenas um toque do cartão. Os clientes recebem uma notificação no celular sempre que o cartão for usado.

## Enviar dinheiro via SMS
Os clientes podem pagar qualquer contato usando seu celular. Basta inserir o nome do destinatário, o número de celular do destinatário e o valor desejado. Ele receberá um SMS instruindo-o como direcionar o dinheiro para sua própria conta.

## Processo de pontuação de crédito para empréstimos
Graças à tecnologia automatizada de pontuação de crédito, o Ferratum pode tomar uma decisão de empréstimo em apenas alguns minutos. O candidato é identificado de acordo com a verificação automatizada de identificação facial, identificação bancária ou acesso a registros anteriores de contas bancárias. 
As decisões de pontuação e crédito são controladas de forma centralizada. Há um aplicativo de quadro de avaliação para avaliar novos clientes, além de um quadro de avaliação de comportamento para os clientes recorrentes. O sistema de pontuação, baseado em análises FICO e desenvolvido pelo Ferratum, baseia-se em bancos de dados públicos, registros nacionais de crédito, bancos de dados estatísticos e bancos de dados de impostos públicos, quando disponíveis. Ele também usa tecnologia de análise de big data interno, que fornece informações baseadas, por exemplo, em tipos de navegador, comportamento de navegação e adesão a redes sociais. O rigoroso sistema de identificação e pontuação de crédito do Grupo resultou em uma taxa de aprovação para aplicações de crédito ao consumidor de apenas 14% até o final de 2016.

## Principais produtos do Ferratum Group

### Microloans
Seu produto pioneiro Microloan está disponível desde 2005 e oferece aos clientes acesso rápido e fácil a pequenas quantias monetárias de 25 a 1.000 euros com durações de sete a 90 dias. Os Microloans são oferecidos nos sites locais e aplicativos para dispositivos móveis do Grupo.

### PlusLoans
PlusLoans são oferecidos principalmente a clientes existentes com um histórico positivo de pagamentos. O produto oferece quantias maiores (tipicamente de 300 a 5.000 euros) e prazos mais longos, de dois a 36 meses.

### Credit Limit
O produto Credit Limit, lançado em 2013, provou ser um grande motor de crescimento do grupo, graças à sua flexibilidade. Os clientes podem retirar quantias, reembolsá-las e retirar novamente dentro do limite máximo de crédito, quantas vezes quiserem, até o vencimento e de acordo com sua situação de fluxo de caixa. O crédito é concedido até um limite de 3.000 euros. 

### Ferratum Business
Os empréstimos para pequenas empresas, atualmente disponíveis em cinco países, são oferecidos a empresas estabelecidas com um histórico de sucesso de, pelo menos, dois anos. Os empréstimos variam de 2.000 a 100.000 euros e são usados regularmente para capital de giro e empréstimos ponte.

### Prime Loans
O Prime loan foi lançado em 2017 na Finlândia e é o maior produto de empréstimo oferecido a clientes privados do grupo. O prazo máximo dos pagamentos do empréstimo é de 10 anos e o valor máximo disponível é € 20.000.

## Concorrência
O Ferratum concorre com os bancos tradicionais e digitais, bem como outras fintechs, principalmente nas áreas de empréstimos a clientes e pequenas empresas. Simultaneamente, o Ferratum encara os pares fintech como parceiros, já que o Ferratum expandem o seu modelo negócios a serviços bancários móveis, incluindo depósitos.
Em relação ao disputado mercado de serviços bancários móveis e de empréstimos, o relatório anual do Ferratum Group de 2016 diz que ele “pode capitalizar sua plataforma de tecnologia escalável como uma vantagem competitiva clara. Sua arquitetura de TI é móvel desde a sua origem, promove a autoaprendizagem por seu design de fácil navegação e é aberta a ferramentas de complementação de terceiros, bem como novos produtos do Ferratum, como serviços de investimento P2P”. O grupo diz garantir que seus clientes sempre terão serviços de ponta, sempre que precisarem, onde quer que estejam.

## Desenvolvimento e previsão dos negócios
De acordo com o relatório anual de 2016, o grupo espera que os volumes de crédito ao cliente continuem a crescer acima da média de mercado com base em novos clientes, além da diversificação contínua de produtos de crédito ao cliente e o crescimento em novos mercados.
O grupo espera que o Ferratum Business (empréstimos às PME) continue a ganhar terreno nos cinco mercados já existentes e que seja introduzido em mercados adicionais.
O Ferratum Mobile Bank será lançado em outros países e é esperado que atraia novos clientes, mantenha a fidelidade dos atuais, estimule a venda cruzada, aumente o volume de depósitos e diversifique as moedas destes depósitos.
Pelo relatório anual de 2016, os fatores externos que podem influenciar o desenvolvimento dos negócios do Ferratum incluem:
- a demanda por empréstimos ao consumidor e às PME nos mercados atuais e futuros.
- o desenvolvimento global do smartphone e do uso de bancos móveis.
- o desenvolvimento global do setor fintech, no que diz respeito ao negócio de empréstimos, bem como o de serviços bancários móveis.
- a concorrência de aplicativos de serviços bancários móveis por bancos já estabelecidos.